# Aniela Kupiec
Aniela Kupiec (5. dubna 1920 Nýdek – 10. září 2019 Nýdek) byla slezská lidová básnířka a aktivistka polské menšiny na Zaolší.

## Životopis
Byla dcerou třineckého hutníka Jerzyho Milerskiego a jeho manželky Zuzany. Navštěvovala obecnou školu v Nýdku a  měšťanskou školu v Bystřici nad Olší. Své vzdělání úspěšně završila v roce 1937 na rodinné škole (Szkole Gospodyń Wiejskich) v Konské. Před druhou světovou válkou pracovala v kanceláři Třineckých železáren, později v době okupace byla donucena pracovat jako lesní dělnice. V roce 1945 se vdala za Jana Kupce, učitele v Bystřici nad Olší. Po svatbě zůstala v domácnosti, věnovala se hospodářství, výchově dětí – tj. dceři Ewě a synovi Bronisławu. Její vášní se staly společenské a kulturní aktivity v rámci Polského kulturně-osvětového svazu (PZKO) v Nýdku. Režírovala divadelní představení, zpívala v místním pěveckém sboru, byla aktivní členkou folkloristicko-kulturní sekce Hlavního výboru PZKO a členkou Grupy Literackiej "63" v Třinci. První básně začala psát ve 4. třídě obecné školy. Po druhé světové válce pokračovala ve své literární činnosti. Její básně ale i próza psané v nářečí se začaly objevovat jak regionálním tisku (Zwrot, Głos Ludu), tak v tiskovinách v Polsku, a získaly si velkou oblibu. V literárních soutěžích získala mnohá ocenění.

### Literární činnost
Tvorba Anieli Kupiec byla vždy velmi dobře přijímána čtenáři i kritiky. Její poezie ale i próza jsou sugestivní, emocionální a autentické. Svým čtenářům poskytuje krásu starotěšínského jazyka, ve kterém jeho znalci vidí spojnici mezi jazykem Jana Kochanowského a současným nářečím. Básnířku inspirují problémy každodenního života obyčejného člověka v jeho malé těšínské vlasti. Mnoho let psala „do šuplíku“ a jenom občas něco publikovala. Teprve na popud své kamarádky Ewy Milerské dala své verše k posouzení prof. Danielu Kadłubcowi. Ten básnířce doporučil pokračovat v literární činnosti a navrhl ji účast v literárních soutěžích, jelikož, jak říkal, „básní v literárním jazyce je mnoho, ale v nářečí málo“. Básnický talent se projevuje také v její próze. V humoristických příbězích je často zřejmá satira ať už v rozdílech mezi společenskými vrstvami nebo mezi městem a vesnicí. V současnosti se objevují pokusy přeložit příběhy a básně autorky do češtiny nebo angličtiny, avšak podle některých názorů, tyto překlady ztrácejí svoje estetické a pocitové působení.

### Publikace
- Korzenie – sbírka básní psaných slezským nářečím spolu s Ewou Milerskou i Annou Filipek (1987)
- Malinowy świat (1988)
- Połotane żywobyci (1997)
- Po naszymu pieszo i na skrzydłach (2005, 2009)